# Derywacja (wojskowość)

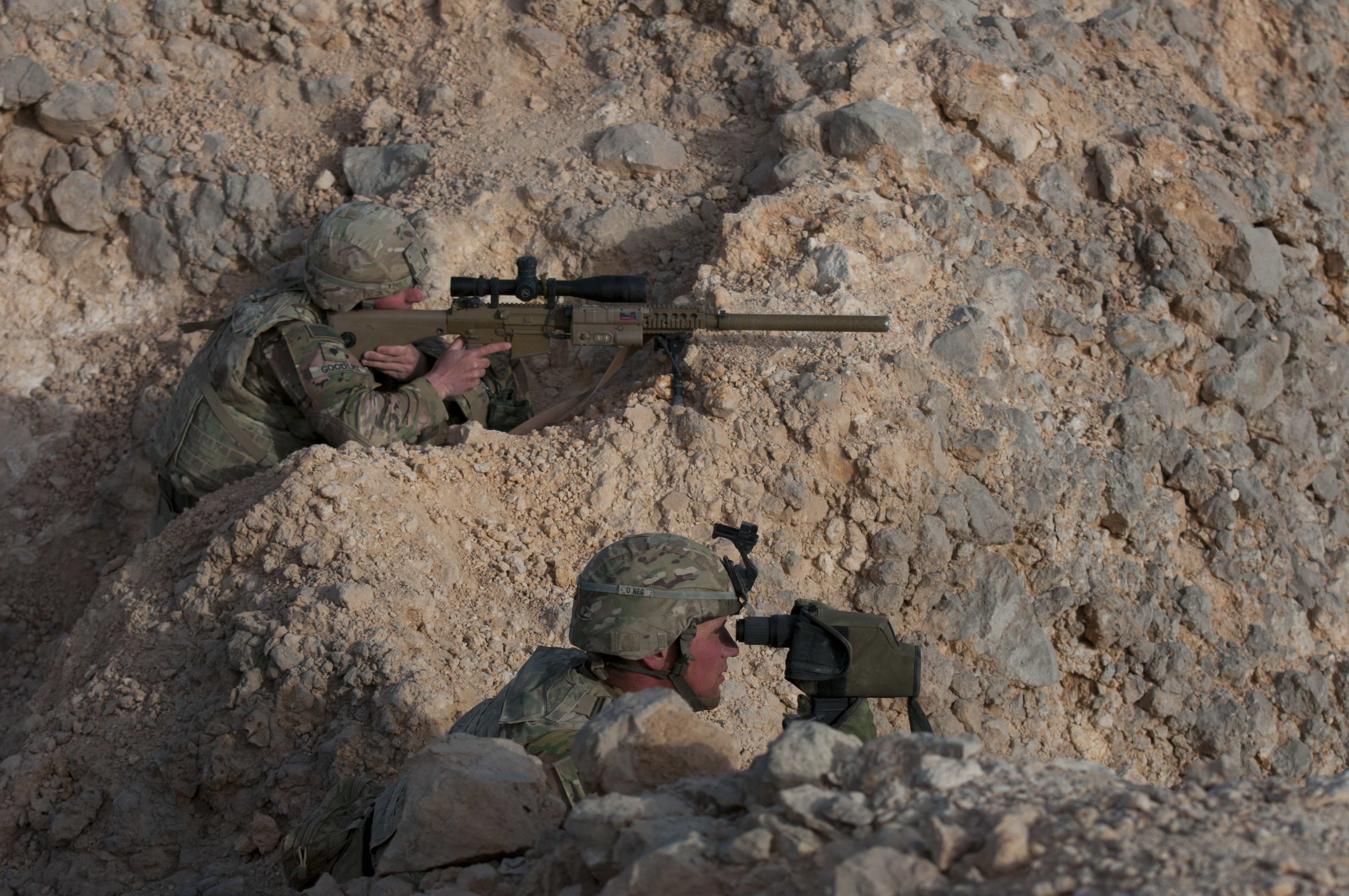
Przyrządy celownicze i obserwacyjne pomagają nanieść odpowiednie poprawki podczas celowania do odległych celów

Derywacja (wojskowość) - odchylenie lotu pocisku od pionowej płaszczyzny strzału. Następuje pod wpływem: ruchu obrotowego pocisku, działających na pocisk sił ciężkości oraz oporu powietrza. Na krótkich dystansach nie ma większego wpływu na celność strzału, jednak na dystansie średnim i długim istnienie tego zjawiska wymaga od strzelca przyjęcia odpowiednich poprawek przy celowaniu.

## Charakterystyka
Wystrzelony pocisk podlega tym samym siłom fizycznym, jak inne ciała znajdujące się w ziemskiej atmosferze oraz w sferze oddziaływania magnetyzmu Ziemi. Siła Coriolisa powoduje odchylenie toru ciała poruszającego się i swobodnie opadającego na powierzchni Ziemi, w tym pocisku lecącego w kierunku biegunów lub ku równikowi. W przypadku pocisku lecącego równolegle do osi obrotu Ziemi, sił tych nie wlicza się do poprawek celowniczych. Siły Coriolisa należy brać pod uwagę przy strzałach na odległość większą niż 1000 metrów. Na trajektoria lotu pocisku ma wpływ również gęstość powietrza wynikająca z jego temperatury.
Kolejnym czynnikiem wpływającym tor lotu pocisku jest kierunek wiania wiatru.

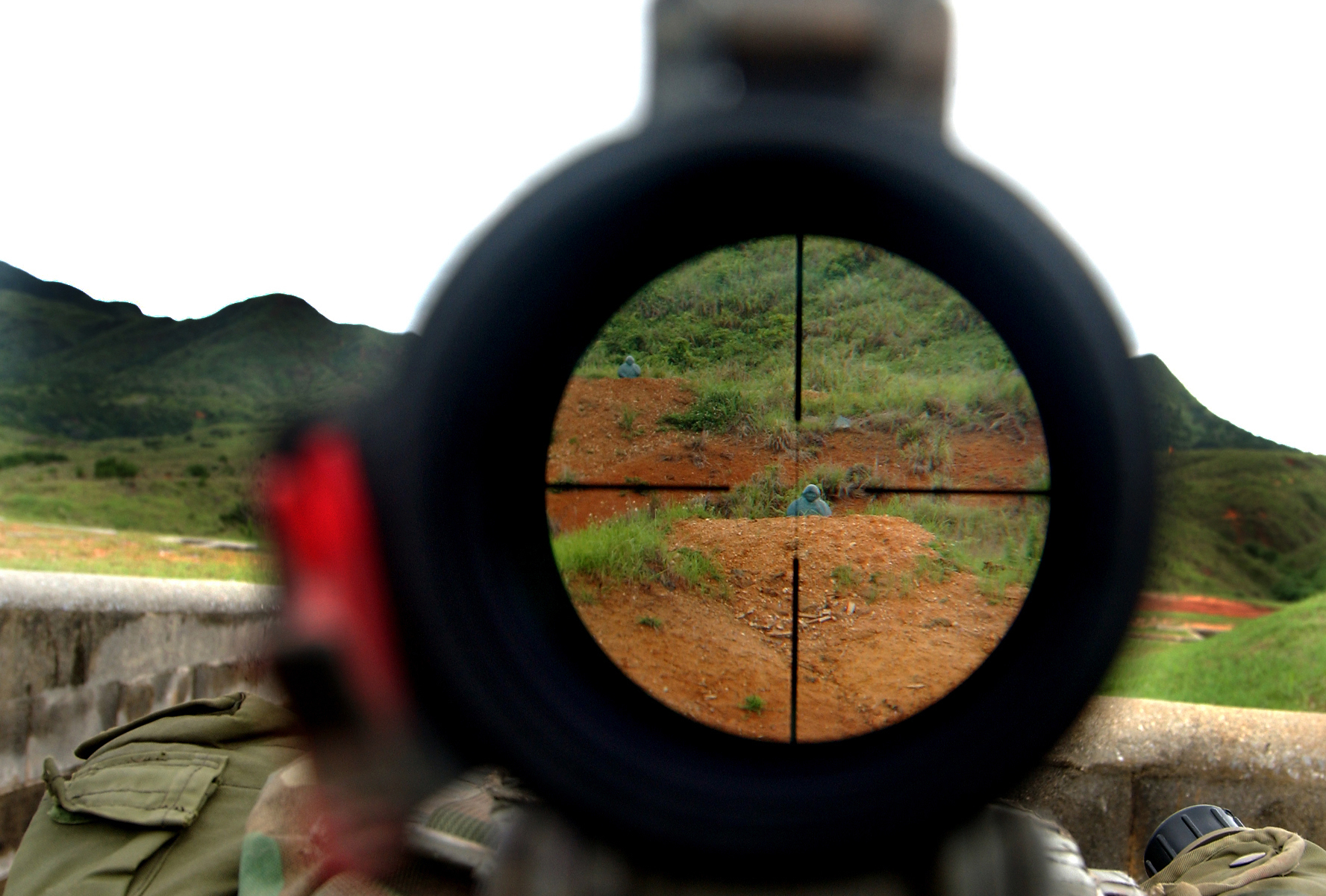
Widok celu przez celownik optyczny karabinu snajperskiego

Wpływ na odchylenie kuli ma również konstrukcja broni. Zależnie od kierunku gwintowania lufy broni, lot pocisku odchylony jest w innym kierunku: w lufach z gwintem prawoskrętnym odchył następuje w prawo, w lufach z gwintem lewoskrętnym odchył następuj w lewo. Również długość lufy (ale i jakość wykonania tego elementu broni) może mieć wpływ na celność na dłuższych dystansach. Zwykle dłuższe lufy oferują większe spłaszczenie lotu pocisku.